# Les Filministes
Les Filministes ou Festival de films féministes de Montréal (FFFM) est un festival annuel de films liés aux genres et aux féminismes, créé en 2017, à Montréal.

## Description
Magenta Baribeau réalisatrice fonde en 2017, le festival de cinéma Les filministes à Montréal. Il a pour but de faire découvrir des films longs, moyens ou courts métrage qui traitent des enjeux liés aux genres et aux féminismes. La programmation est dédiée aux femmes, aux personnes non binaires et à toutes les personnes qui sont sous-représentées dans l’industrie du cinéma. Le festival propose chaque année la série Filminounes, consacrée à la pornographie féministe.
Les trois premières éditions se déroulent à guichet fermé. Les éditions du festival 2020 et 2021 ont lieu en ligne pour cause de pandémie,.